# My Name (serie televisiva)
My Name (Coreano: 마이 네임?, Mai neimLR) è un drama coreano del 2021 diretto da Kim Jin-min.

## Trama
Yoon Ji-woo è una ragazza appartenente a un'organizzazione criminale che, dopo l'assassinio di suo padre, viene inviata come infiltrata all'interno della polizia. Ossessionata dal desiderio di vendetta, Ji-woo si ritrova a dover evitare di essere scoperta dal rigoroso capo Cha Gi-ho e dall'onesto collega Jeon Pil-do, entrambi i quali hanno come scopo quello di annientare il capo di Ji-woo, Choi Moo-jin.